# Riders on the Storm
"Riders on the Storm" är en låt framförd och skriven av medlemmarna i The Doors. Låten spelades in i december 1970 och lanserades som sista låt på albumet L.A. Woman 1971.

## Låtskrivandet
Albumversionen av "Riders on the Storm" är över 7 minuter lång, och när låten släpptes som singel i juni samma år förkortades den till 4½ minut, vilket fortfarande var mycket längre än en normal singellåts längd på den tiden. I låtens inledning hörs ljudet av regn och åska och detta ligger sedan pålagt under hela låten. Det är en psykedelisk låt med jazzinfluenser och långsamt tempo som domineras av Jim Morrisons sång och Ray Manzareks elpiano-spel. Enligt Manzarek var det den sista låten som gruppen spelade in med Morrison, och den framfördes live med honom endast vid ett tillfälle under en av The Doors sista konserter i Dallas. Som b-sida på singeln hade man låten "The Changeling".
Gruppens producent Paul Rothchild tyckte inte om låten som han nedvärderande kallade "cocktail-musik" och lämnade istället över åt inspelningsteknikern Bruce Botnick att producera den.[källa behövs]
John Densmore döpte 1990 en bok om hans tid med bandet och hans liv till Riders on the Storm. Ray Manzarek och Robby Krieger använde även under en tid låttiteln som artistnamn då de uppträdde med The Doors-låtar.

## Listplaceringar
- Billboard Hot 100, USA #14[1]
- UK Singles Chart, Storbritannien: #22[2]
- Nederländerna: #7[3]